# Andrew Wenger
James Andrew Wenger (Lancaster, Pensilvania, Estados Unidos, 25 de diciembre de 1990) es un futbolista estadounidense retirado.
Se desempeñaba como delantero y jugó ocho temporadas en la Major League Soccer, hasta su retiro en 2018 en el Houston Dynamo.

## Trayectoria

### Montreal Impact
Wenger fue la primera selección del SuperDraft de la MLS en 2012, siendo escogido por el Montreal Impact de Canadá,  y firmando su primer contrato profesional con el club. Terminó su primera temporada en la MLS con 23 partidos jugados (7 como titular) y 4 goles.

## Clubes
| Club                  | País           | Año         |
| --------------------- | -------------- | ----------- |
| Reading United        | Estados Unidos | 2010        |
| Carolina Dynamo       | Estados Unidos | 2011        |
| Montreal Impact       | Canadá         | 2012 - 2014 |
| Philadelphia Union    | Estados Unidos | 2014 - 2015 |
| Houston Dynamo        | Estados Unidos | 2016 - 2018 |
| RGV FC Toros (cesión) | Estados Unidos | 2018        |

## Estadísticas
Actualizado el 24 de diciembre de 2012.
| Club                     | Div           | Temporada     | Liga  | Liga  | Copas nacionales | Copas nacionales | Torneos internacionales | Torneos internacionales | Total | Total |
| Club                     | Div           | Temporada     | Part. | Goles | Part.            | Goles            | Part.                   | Goles                   | Part. | Goles |
| ------------------------ | ------------- | ------------- | ----- | ----- | ---------------- | ---------------- | ----------------------- | ----------------------- | ----- | ----- |
| Montreal Impact · Canadá | 1ª            | 2012          | 23    | 4     | 0                | 0                | -                       | -                       | 23    | 4     |
| Montreal Impact · Canadá | Total club    | Total club    | 23    | 4     | 0                | 0                | -                       | -                       | 23    | 4     |
| Total carrera            | Total carrera | Total carrera | 23    | 4     | 0                | 0                | -                       | -                       | 23    | 4     |